# Campodea insidiator
Campodea insidiator är en urinsektsart som beskrevs av Camille Bareth och Otto Conde 1958. Campodea insidiator ingår i släktet Campodea och familjen Campodeidae. Inga underarter finns listade.